# Pia Degermarková
Pia Charlotte Degermarková, nepřechýleně Pia Charlotte Degermark (* 24. srpna 1949 Bromma), je švédská filmová herečka. Nejvíce ji proslavila hned první a současně titulní role Elvíry Madiganové v romantickém dramatu režiséra Bo Widerberga z roku 1967. 
Za tuto roli získala na filmovém festivalu v Cannes cenu pro nejlepší herečku, dále byla nominována na filmovou cenu Britské akademie (tzv. Cena BAFTA) a Zlatý glóbus. Také režisér, resp. film, získal několik cen a nominací na nejprestižnějších filmových festivalech a rovněž velký ohlas diváků stejně jako příznivé kritiky.
V lednu 2024 byl film Elvíra Madiganová znovu promítán v rámci festivalu skandinávských filmů Scandi 2024, kde kromě premiérových snímků bylo uvedeno rovněž několik děl filmové klasiky (Bo Widerberg měl na festivalu také žánrově zcela odlišný film Muž na střeše). V rámci tohoto festivalu mohli diváci film vidět ve vybraných kinech v České republice, na Slovensku, a je dostupný také online.

## Život a dílo
Její dědeček Rudolf Degermark byl velkoobchodník s punčochovým zbožím a současně úspěšný sportovec a olympionik (jako sportovní gymnasta získal zlatou medaili na olympijských hrách v Londýně 1908 v týmové soutěži). Jako velkoobchodník se stejnou komoditou pokračoval také její tatínek Torsten Degermark. 
Pia Charlotte Degermarková se narodila v roce 1949 ve čtvrti Bromma (což je původně samostatná obec, nyní čtvrť a současně samosprávný městský obvod při severozápadním okraji Stockholmu). Neměla žádné filmové zkušenosti a byla velmi mladá (sedmnáct let), když ji režisér Bo Widerberg oslovil s nabídkou titulní role v připravovaném filmu Elvíra Madiganová. Pro natáčení ji vybral jen na základě toho, že ji viděl tancovat s tehdejším korunním princem (od roku 1973 švédský král Karel XVI. Gustav).

### Role Elvíry Madiganové
Elvíra Madiganová (švédsky i anglicky Elvira Madigan) je švédské romantické drama natočené podle skutečných osudů dánské cirkusové umělkyně (provazochodkyně, žonglérka a tanečnice), která vystupovala pod uměleckým jménem  Elvira Madigan (1867–1889), vlastním jménem Hedevig Antoinette Isabella Eleonore Jensen. Bo Widerberg byl nejen režisérem tohoto mimořádně úspěšného filmu, ale napsal také scénář a sám provedl rovněž střih filmu.
V roce 1967 byl Bo Widerberg mladý, ale již velmi úspěšný režisér. Hned jeho první hraný film Barnvagnen (1963) zaujal kritiky i diváky. Druhý film Havraní čtvrť získal řadu filmových ocenění, později (na konci 20. století) byl v divácké anketě dokonce zvolen jako nejlepší švédský film všech dob. Úspěšný byl také žánrově odlišný film Heja Roland! (Do toho, Rolande!, 1966). Tato komedie a parodie podle jeho vlastní knihy získala dvě filmová ocenění Zlatohlávek (jednoho Zlatohlávka dostal právě Thommy Berggren).
Všechno to ale byly černobílé filmy. Elvíra Madiganová byl jeho první film v barvě. Pro dosažení oceňovaného vizuálního stylu, připomínající obrazy impresionistů, se Widerberg rozhodl natočit většinu scén tohoto emotivního příběhu pouze za přirozeného světla, bez obvyklého filmového svícení. Většina lidí to považovala za naprosto nemožné, vzhledem k nízké citlivosti tehdejších barevných filmů.
A zatímco Thommy Berggren byl již zkušený herec, Pia Degermarková byla poprvé před kamerou. Aby nenarušil komorní charakter děje, Bo Widerberg učinil další neobvyklý krok. Produkční štáb byl naprosto minimální a tvořilo ho pouze osm lidí – Thommy Berggren a Pia Degermarková, Bo Widerberg, kameraman Jörgen Persson a čtyři další naprosto nezbytní členové filmového štábu. Kromě již zmíněného častého využívání pouze přirozeného světla, mnoho záběrů bylo natočeno ruční kamerou, které tehdy byly také novinkou a jejich váha i technické možnosti se vůbec nedají srovnávat s dnešní technikou.
Celý film byl natočen improvizovaným stylem, scénář měl pouhých 25 stran. Widerberg režíroval ústřední hereckou dvojici tak, že s nimi každou scénu podrobně prošel a pak ji natočil bez zkoušky. Widerberg k tomu později řekl: Moje metoda spočívala v tom, že jsem oběma poskytl na každou scénu tolik času, kolik chtěli. Před každou replikou si mohli udělat dlouhé pauzy. Pak jsem tyto pauzy z filmu vystříhal, aniž by se ztratil jasný pocit, že se každá scéna odehrává jako celek. Chtěl jsem také, aby osobně prožívali některé věci, které se děly postavám, jež hráli.

### Další filmové role
Na základě mezinárodního úspěchu filmu Elvíra Madiganová a ocenění samotné Degermarkové za hlavní ženskou roli na mezinárodním filmovém festivalu v Cannes získala řadu nabídek rolí ve filmech zahraniční produkce. Byla označována za „novou Ingrid Bergmanovou“ a předpovídala se jí hvězdná kariéra. Nakonec však natočila jen pár filmů (viz tabulka) a její filmová kariéra neměla dlouhého trvání.
| Rok  | Země    | Název původní/anglický/český (je-li)             | Role                                       | Žánr              |
| ---- | ------- | ------------------------------------------------ | ------------------------------------------ | ----------------- |
| 1967 | Švédsko | Elvira Madigan / Elvíra Madiganová               | titulní role                               | romantické drama  |
| 1969 | Itálie  | Una breve stagione / Brief season                | Luisa                                      | drama             |
| 1970 | UK      | The Looking Glass War                            | The Girl                                   | neo-noir thriller |
| 1971 | SRN     | Gebissen wird nur nachts / The Vampire Happening | Betty Williams / baronka Clarimonde Catani | komediální horor  |

Ze zahraničních filmů nejlepší a poměrně vysoké hodnocení na IMDb má k březnu 2024 hned první, italský Una breve stagione (Krátká sezóna), režisérem byl Renato Castellani a hudbu složil Ennio Morricone. Žádný film však nezopakoval mimořádný úspěch Elvíry Madiganové. Natáčení též často provázely různé komplikace, např. právě v případě tohoto italského filmu představitel hlavní mužské role Christopher Jones v Římě onemocněl a natáčení se muselo přerušit. Britský film The Looking Glass War byl natočen podle stejnojmenného románu z roku 1965, jehož autorem je John le Carré.

### Osobní život a autobiografie
Její filmová kariéra skončila po čtyřech letech v roce 1971, kdy měla svatbu s producentem jejího posledního filmu Gebissen wird nur nachts, kterým byl Pier A. Caminnecci. Narodil se jim syn, ale v roce 1973 se rozvedli. Později měla druhého syna z jiného vztahu. Na několik let se přestěhovala do USA, ale v roce 1979 se vrátila do rodného Švédska. V té době již byla vážně nemocná a potýkala se s anorexií. Založila organizaci „Alfta“ na pomoc dalším ženám trpícím touto a podobnými nemocemi.
Problémy s anorexií a závislostí na amfetaminu ji nakonec dohnaly až ke kriminalitě (používání falešných šeků v zoufalé snaze získat peníze), za což si později odpykala trest odnětí svobody. Od návratu z vězení se věnuje zejména uměleckým řemeslům a charitativní činnosti. V roce 2006 vydala knižní autobiografii Gud räknar kvinnors tårar: memoarer (Bůh počítá slzy žen: memoáry), která vyšla též jako audiokniha a znovu jako kniha nebo elektronická kniha v letech 2007 a 2020.